# Podivuhodná cesta ježka Aladina
Podivuhodná cesta ježka Aladina je český hraný televizní seriál natočený v roce 2008 a poprvé vysílaný v rámci večerníčku v únoru roku 2009.
Seriál spadá do volné série přírodovědných příběhů, které pro Českou televizi vymyslel a zrealizoval Václav Chaloupek. Každá série se věnovala jinému živočišnému druhu.
Kameru zabezpečil Jiří Bálek společně s Václavem Chaloupkem. Hudbu složil Jaroslav Samson Lenk včetně textu písně, kterou i nazpíval. Příběhem provázela Jana Paulová. Bylo natočeno 13 epizod, v délce mezi 8 až 9 minutami.

## Synopse
Titulní postavou seriálu je ježek, ale ne ten český, ale ježek ušatý z afrického Egypta. Český zoolog Aleš ho při návratu do Čech omylem doveze s sebou a ježek, pojmenovaný Aladin, se ocitne v jiné krajině, než je písčitá poušť. Zde potkává domácí ježky, kteří jsou pro něho cizí.

## Obsazení
- Aleš Toman
- Nassr Tolba
- Kristýna Černá
- Jindřich Pouska
- Jaroslav Vogeltanz
- Jiří Bálek
- Jan Míša Černý
- Jaroslav Samson Lenk
- Kateřina Černá

## Seznam dílů
1. Pod pyramidami
2. Podivný dárek
3. Neznámý svět
4. Noví kamarádi
5. Tajemství lesa
6. Volání pralesa
7. Na statku
8. Kolem vody
9. V zámeckém parku
10. Výlet do historie
11. Cestou necestou
12. Ve městě
13. Návrat

## Další tvůrci
- Odborná spolupráce: RNDr. Aleš Toman
- Hudební režie: Petr Maršík
- Zpěv: Jaroslav Samson Lenk